# سیارک ۲۵۷۶۷
سیارک ۲۵۷۶۷ (به انگلیسی: 25767 Stevennoyce، نامگذاری:2000CG20)۲۵۷۶۷مین سیارک کشف شده‌است که در ۰۲ فوریه ۲۰۰۰ کشف شد.